# Giancarlo Scottà
Giancarlo Scottà (ur. 11 kwietnia 1953 w Vittorio Veneto) – włoski polityk i samorządowiec, poseł do Parlamentu Europejskiego VII i VIII kadencji.

## Życiorys
Z zawodu nauczyciel. Zajął się działalnością polityczną w ramach Ligi Północnej. Od 1999 do 2009 sprawował urząd burmistrza Vittorio Veneto. W 2008 został wybrany do rady prowincji Treviso.
W wyborach w 2009 uzyskał z listy LN mandat posła do Parlamentu Europejskiego VII kadencji. Został członkiem grupy Europa Wolności i Demokracji oraz Komisji Rolnictwa i Rozwoju Wsi. W PE zasiadał do 2014, następnie do czasu przejścia na emeryturę pracował ponownie jako nauczyciel. W kwietniu 2018 powrócił do Europarlamentu, obejmując wakujący mandat poselski.